# Astragalus fausicola
Astragalus fausicola es una especie de planta del género Astragalus, de la familia de las leguminosas, orden Fabales.

## Distribución
Astragalus fausicola se distribuye por Irán.

## Taxonomía
Fue descrita científicamente por Podlech ex Bagheri, Maassoumi & F. Ghahrem. Fue publicada en Taxon. Biosyst. 3(8): 10 (2011).